# Petr Vaculík
Petr Vaculík (* 4. listopadu 1962 Tábor, Československo) je bývalý český hokejový útočník.

## Hráčská kariéra
Křídelní útočník, z týmu elévů ODPM Písek brzy přešel do Jitexu, od deváté třídy nosil dres Motoru Č. Budějovice. Po dvou sezónách v dorostu začal trénovat s ligovým áčkem, k premiéře mezi elitou dospěl o dva roky později. Ročník 1982/83 prožil v mateřském Jitexu, stal se nejlepším střelcem týmu, ale mužstvo sestoupilo z I. ČNHL. Období 1983/84 a 1984/85 strávil ve vojenském celku VTJ Michalovce v I. SNHL, místo přestupu do Košic pak zvolil angažmá ve Zlíně, kde měl prarodiče. Po sezóně na zlínském ledě a další v Motoru ho Písečtí prodali do Hadamczikova Třince, kde hrál tři a půl roku druhou nejvyšší soutěž. Krátce si zahrál znovu v Písku. Poté se jeho působení přesunulo do bavorského ESV Burgau, kde odehrál další tři sezóny v Bayern lize.
V sezónách 1994/95 a 1996/97 přispěl ke dvěma titulům krajských přeborníků v barvách HC Donau Č. Budějovice, po přechodu klubu pod hlavičkou HC David Servis patřil nadále k oporám týmu. Na soupisce figuroval ještě v ročníku 2008/09.

## Trenérská kariéra
Momentálně své hokejové zkušenosti předává jako trenér, juniorskému a dorosteneckému hokejovému klubu HC DDM České Budějovice.

## Klubová statistika
| Sezona        | Klub                          | Soutěž        | Základní část | Základní část | Základní část | Základní část | Základní část | Play off | Play off | Play off | Play off | Play off |
| Sezona        | Klub                          | Soutěž        | Z             | G             | A             | B             | TM            | Z        | G        | A        | B        | TM       |
| ------------- | ----------------------------- | ------------- | ------------- | ------------- | ------------- | ------------- | ------------- | -------- | -------- | -------- | -------- | -------- |
| 1985–86       | TJ Gottwaldov                 | ČSHL          | 23            | 2             | 4             | 6             | —             | —        | —        | —        | —        | —        |
| 1986–87       | TJ Motor Č. Budějovice        | ČSHL          | 20            | 1             | 0             | 1             | 4             | —        | —        | —        | —        | —        |
| 1987–88       | TJ TŽ VŘSR Třinec             | 1.ČSHL        | —             | 9             | —             | —             | —             | —        | —        | —        | —        | —        |
| 1988–89       | TJ TŽ Třinec                  | 1.ČSHL        | —             | 3             | —             | —             | —             | —        | —        | —        | —        | —        |
| 1989–90       | TJ TŽ Trinec                  | 1.ČSHL        | —             | 1             | —             | —             | —             | —        | —        | —        | —        | —        |
| 2004–05       | HC David servis Č. Budějovice | ČKHL          | 4             | 1             | 0             | 1             | 0             | —        | —        | —        | —        | —        |
| 2005–06       | HC David servis Č. Budějovice | ČKHL          | 12            | 6             | 4             | 10            | 6             | —        | —        | —        | —        | —        |
| 2006–07       | HC David servis Č. Budějovice | ČSHL          | 5             | 3             | 4             | 7             | 12            | —        | —        | —        | —        | —        |
| Celkem v ČSHL | Celkem v ČSHL                 | Celkem v ČSHL | 43            | 3             | 4             | 7             | —             | —        | —        | —        | —        | —        |